# サリバン郡 (ミズーリ州)
サリバン郡（英: Sullivan County）は、アメリカ合衆国ミズーリ州の北部に位置する郡である。2010年国勢調査での人口は6,714人であり、2000年の7,219人から7.0％減少した。郡庁所在地はマイラン市（人口1,960人）であり、同郡で人口最大の都市でもある。サリバン郡は1845年2月14日に設立され、郡名はアメリカ独立戦争の英雄ジョン・サリバン少将にちなんで名付けられた。

## 歴史
サリバン郡はミズーリ州北部、広さ651.43平方マイル (1,687.2 km2) の氷河作用を受けたプレーリーにあり、険しくうねった丘陵に覆われ、多くのクリークなど水流が走っている。1682年、ロベール＝カブリエ・ド・ラ・サールがミシシッピ川西岸の地域をフランス領と宣言した。その地域には現在のサリバン郡も含まれていた。アメリカ合衆国は1803年7月4日のルイジアナ買収でこの地域を取得した。それから21年後の1824年8月、2つの条約によって、サック族、メスクワキ族、アイオワ族がその伝来の土地をアメリカ合衆国に割譲した。
サリバン郡となった地域に1836年、ジェイコブ・ホランド博士とその息子ロバート・W・ホランドが到着し、地域で初の白人開拓者となった。ホランド博士はブラック・ホーク戦争に参戦しており、薬草を扱う医師だった。息子のホランドはスコッツビルと呼ばれた場所の近く、メイン・ローカスト・クリーク開拓地を自分の家を建てる場所とした。その後はすぐにオハイオ州、イリノイ州、ケンタッキー州、テネシー州、バージニア州からアメリカ人開拓者が続き、1840年までにミラン開拓地、イエロークリーク開拓地、ジャクソンズコーナーズ（ジャクソンビル）に農園を設立し、小さな事業を始めた。
1842年から1843年のミズーリ州議会で、サリバン郡をチャリトン郡から分離してその境界を定義し、最初はハイランド郡と名付けた。しかし、恒久的開拓者の多くが自治政府や軍事目的に関する要求事項に従えなかったので、議会はハイランド郡の管理を隣接するリン郡に任せた。1844年、新たに郡内の調査が行われ、人口が増えて十分管理組織を作ることができると判断された。ハイランド郡の代表であるE・M・C・モアロックが議会に法案を提出し、1845年2月14日に承認され、郡が正式に組織化された。この法で、郡名をアメリカ独立戦争の大陸軍に従軍したジョン・サリバン少将にちなんでサリバン郡と名付けることも決まった。
開拓者達は1845年にマイランの町を設立した。そこは郡の中心部に位置しており、最初の郡政委員会が開催された。ウィリアム・パットナムが初代郡庁舎を建設し、1847年10月には供用開始された。その2年後、住民は町の中心にあったインディアン・マウンドを均して公共広場を造り、1857年から1858年に掛けてジョン・マコロー少佐が、マイランの町では初の煉瓦造り建築物として2代目郡庁舎を建設した。この郡庁舎は1908年の火事で焼失し、1938年になって今日ある3階建て石灰岩造りの建物に置き換えられた。ミズーリ州では最後となった連邦政府土地管理事務所もこの広場に建てられ、1849年から1859年まで使われた。1859年2月8日、州議会は正式にマイランの町を法人化した。郡の歴史初期に設立された町としては、グリーンキャッスル（1858年設立）、ニュータウン（1858年）、ポロック（1873年）、ボイントンとコーラ（1877年）、グリーンシティとウィニガン（1880年）、ハンフリーズとリーガー（1881年）、オズグッド（1886年）、ハリス（1887年）があった。1885年にグリーンシティ・カレッジが開設され、1884年にはハンフリーズで実業学校が開校した。
南北戦争の時（1861年-1865年）、北軍の基地がマイランにあった。志願4個歩兵連隊、志願2個騎兵連隊、ミズーリ2個民兵隊、暫定1個民兵隊、および大部隊のサリバン郡故郷防衛隊が北軍を支えた。ミズーリ州軍4個歩兵連隊が南軍を支持したことが分かっている。サリバン郡出身の兵士は、シャイローの戦い、アトランタの戦い、ジョーンズボロの戦いなど戦中の大きな戦いに参戦した。郡内であった戦闘はほとんどゲリラ戦に限られていた。
1870年代初期から鉄道が延びてきてサリバン郡も成長するようになった。シカゴ・バーリントン・アンド・カンザスシティ鉄道が1876年に郡内を南北に通る線を建設し、1878年から1881年にはクインシー・ミズーリ・アンド・パシフィック鉄道が郡内を東西に抜ける線を建設した。この2つの鉄道はマイランで交差し、マイランは主要出荷地点となった。シカゴ・ミルウォーキー・アンド・セントポール鉄道が、郡の西側郡境であるメディスン・クリークと並行にニュータウンとハリスを通る南北線を建設し、今日でも使われている。これら3本の鉄道は最終的にシカゴ・バーリントン・アンド・クインシー鉄道に統合された。
鉄道建設ブームが続いた後の1900年、郡の人口は2万人を超えていた。しかし、その後の長期にわたって事業活動も人口も減っていった。農園の数は1900年の約3,100から1982年の900にまで減少した。これと同じ期間に1農園あたりの大きさは130エーカー (0.52 km2) から385エーカー (1.54 km2) に拡大された。今日でも農業主体となっており、トウモロコシや穀物を栽培し、家族が経営する養鶏場、家畜飼育場、酪農場となっている。マイラン市では中規模の製造業が約750人を雇用している。

## 地理
アメリカ合衆国国勢調査局に拠れば、郡域全面積は651．43平方マイル (1,687.2 km2)であり、このうち陸地650.95平方マイル (1,686.0 km2)、水域は0.48平方マイル (1.2 km2)で水域率は0.07％である。
サリバン郡を流れる河川としては、メディスン、ローカスト、イーストローカスト、イエロー、スプリングの各クリークがある。郡内最高地点は海抜約1,060フィート (320 m) であり、チャリトン川とグランド川流域の境目、北のパットナム郡との郡境、グリーンシティの北西にある。最低地点は海抜約740フィート (230 m) であり、ローカスト・クリークが郡内を出て南のリン郡に入る所、ブラウニングの町近くである。

### 主要高規格道路
- ミズーリ州道5号線
- ミズーリ州道6号線
- ミズーリ州道129号線
- ミズーリ州道139号線

### 隣接する郡
- パットナム郡 - 北
- アデア郡 - 東
- メイコン郡 - 南東
- リン郡 - 南
- グランディ郡 - 南西
- マーサー郡 - 北西

## 人口動態
以下は2010年の国勢調査による人口統計データである。
| 基礎データ - 人口: 6,714人 - 世帯数: 2,925 世帯 - 家族数: 1,959 家族 - 人口密度: 4人/km2（11人/mi2） - 住居数: 3,364軒 - 住居密度: 2軒/km2（5軒/mi2） 人種別人口構成 - 白人: 88.73% - アフリカン・アメリカン: 0.51% - ネイティブ・アメリカン: 0.66% - アジア人: 0.12% - 太平洋諸島系: 0.13% - その他の人種: 8.67% - 混血: 1.19% - ヒスパニック・ラテン系: 18.59%（州内では最もヒスパニック系が多い） 年齢別人口構成 - 18歳未満: 25.0% - 18-24歳: 7.5% - 25-44歳: 26.3% - 45-64歳: 22.7% - 65歳以上: 18.5% - 年齢の中央値: 39歳 - 性比（女性100人あたり男性の人口） - 総人口: 100.1 - 18歳以上: 97.7 | 世帯と家族（対世帯数） - 18歳未満の子供がいる: 29.6% - 結婚・同居している夫婦: 53.3% - 未婚・離婚・死別女性が世帯主: 9.1% - 非家族世帯: 33.0% - 単身世帯: 29.1% - 65歳以上の老人1人暮らし: 15.0% - 平均構成人数 - 世帯: 2.42人 - 家族: 2.95人 収入と家計 - 収入の中央値 - 世帯: 26,107米ドル - 家族: 33,590米ドル - 性別 - 男性: 23,245米ドル - 女性: 19,167米ドル - 人口1人あたり収入: 13,392米ドル - 貧困線以下 - 対人口: 16.5% - 対家族数: 11.0% - 18歳未満: 19.6% - 65歳以上: 20.9% |

## 都市と町

### 都市
- ブラウニング（一部はリン郡内）
- グリーンシティ
- グリーンキャッスル
- ハリス
- マイラン - 郡庁所在地
- ニュータウン

### 村
- ハンフリーズ
- オズグッド
- ポロック

### 未編入の町
- リーガー
- ウィニガン

## 政治

### 地方
サリバン郡の地方レベルでは共和党と民主党が政治を分け合っており、郡の選挙で選ばれる役職は半数ずつを保持している。

### 国政

#### 2008年大統領予備選挙
2008年の大統領予備選挙で、サリバン郡は二大政党の候補者をどちらも州全体と全国で二位に終わった者を選んだ。民主党の予備選挙ではヒラリー・クリントンが1位となり、さらに共和党予備選挙で各候補者に投じられた票数よりも多かった。

## 著名な出身者
- カル・ハバード - アメリカンフットボール選手、メジャーリーグベースボールの審判も務めた、キーテスビル出身、1940年代半ばから死の直前までマイランに住んだ。